# Eco-aquaduct Zweth en Slinksloot
Het Eco-aquaduct Zweth en Slinksloot is een gecombineerd ecoduct en aquaduct over de autosnelweg A4 vlak bij de Nederlandse plaats Schiedam. De constructie heeft als doel om het riviertje de Zweth ongehinderd door te laten lopen, maar ook om dieren de mogelijkheid te geven de A4 te kruisen. Door een aantal type natuur naast elkaar te plaatsen kunnen veel verschillende dieren gebruik maken van het ecoduct.

## Afbeeldingen

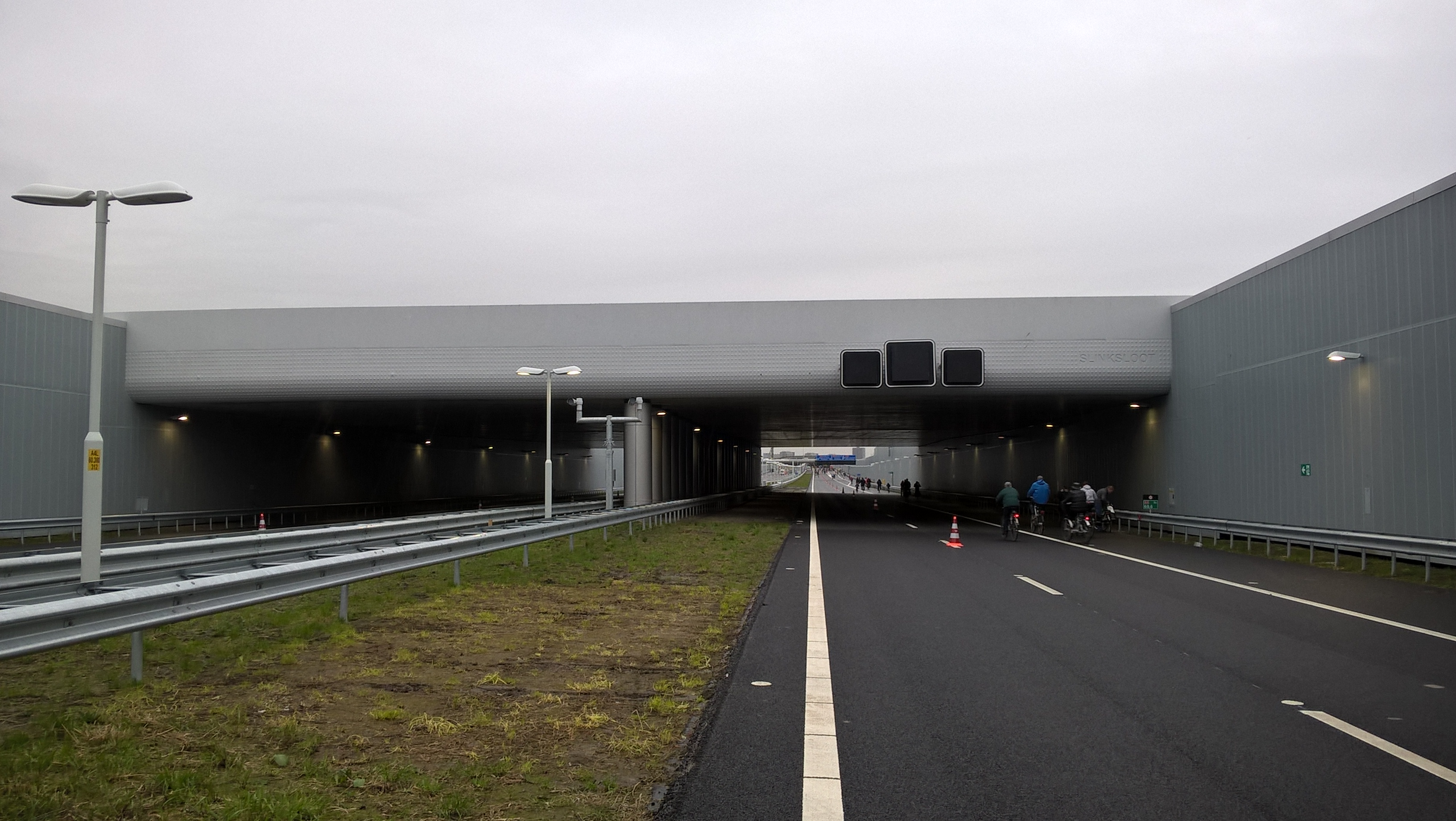
Constructie vanaf A4 te zien
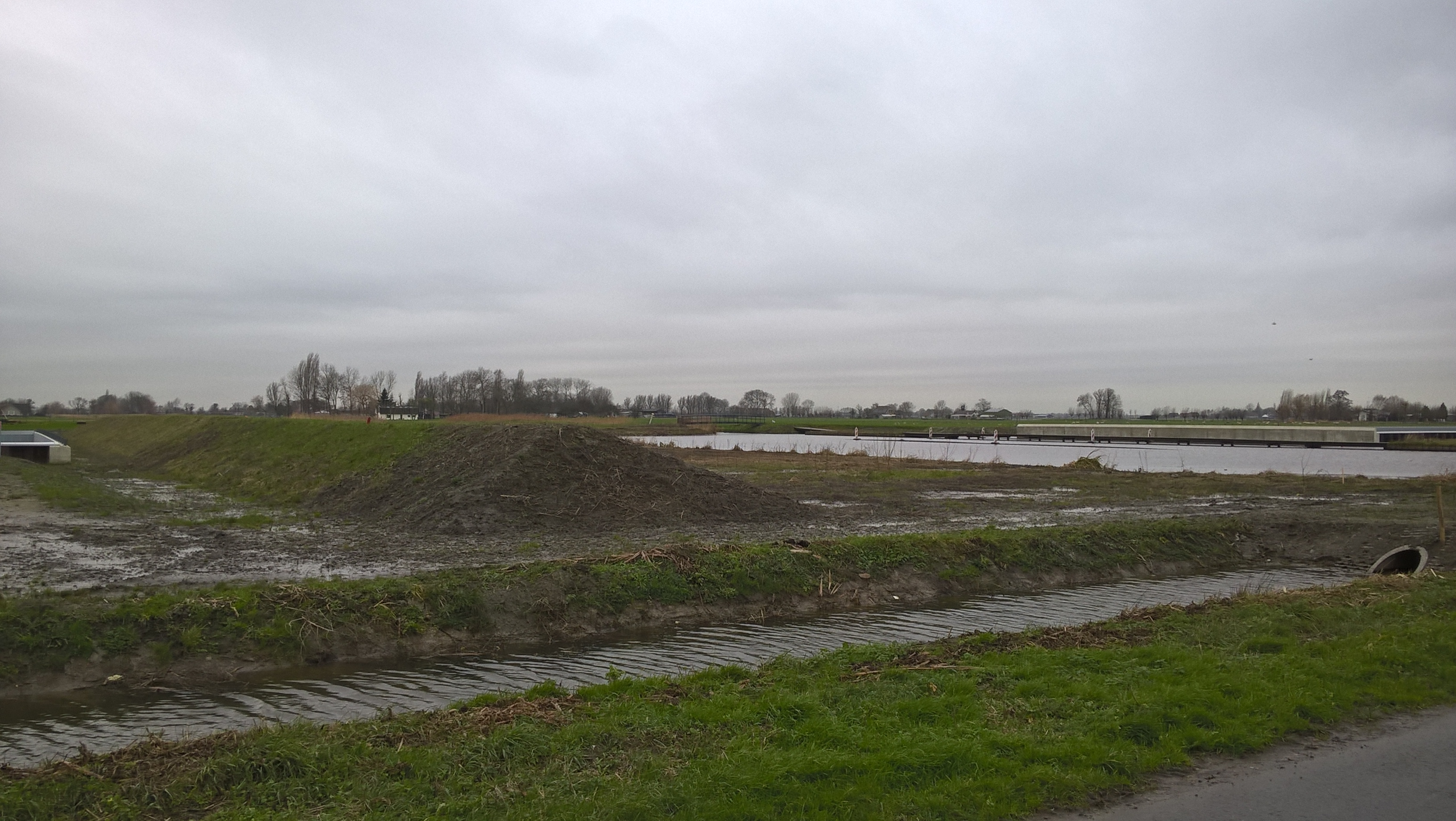
Water en gras boven op het aquaduct
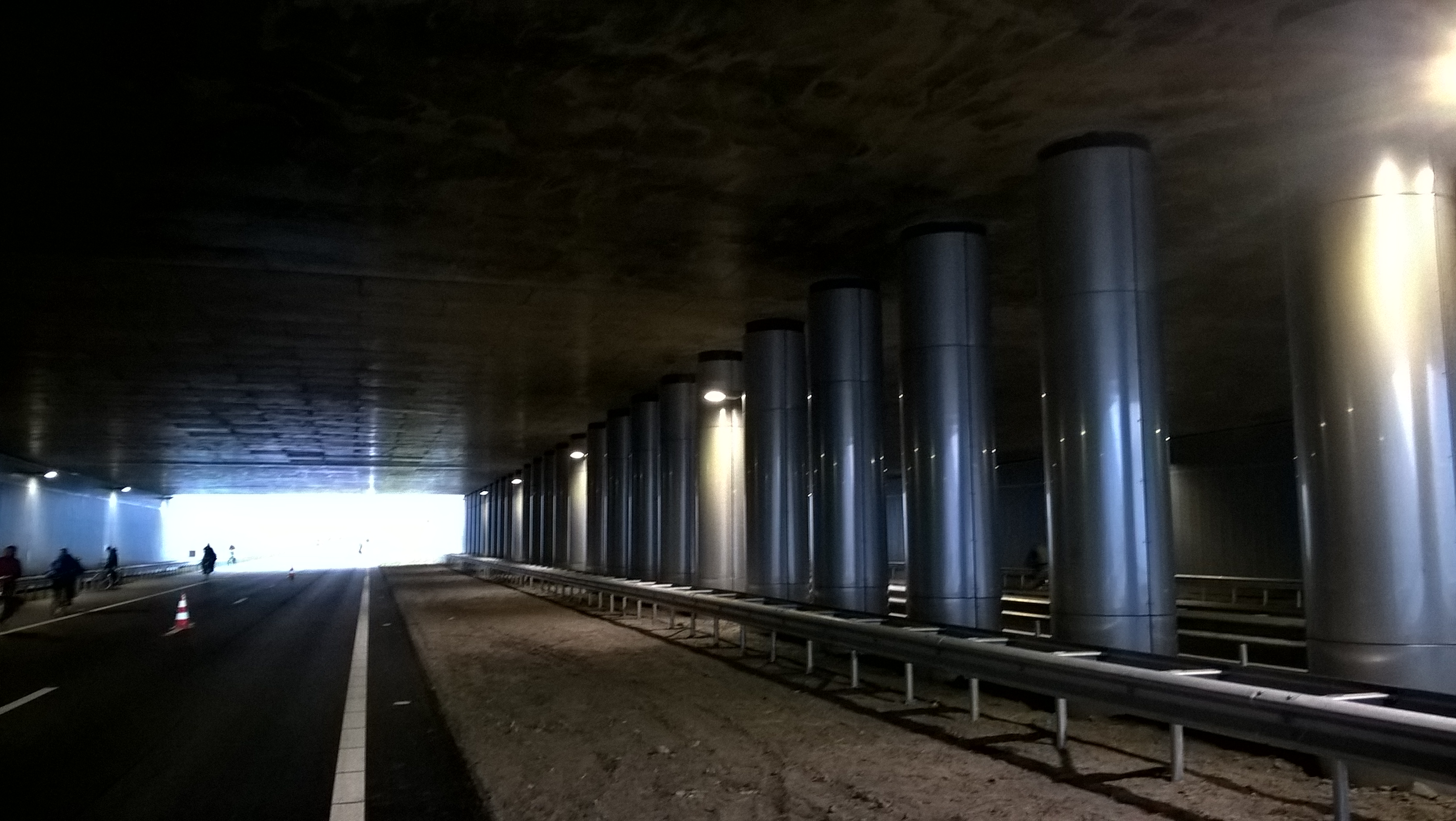
A4 onder het aquaduct